# Barro (Charente)
Barro és un municipi francès situat al departament del Charente i a la regió de la Nova Aquitània. L'any 2007 tenia 343 habitants.

## Demografia

### Població
El 2007 la població de fet de Barro era de 343 persones. Hi havia 150 famílies de les quals 45 eren unipersonals (19 homes vivint sols i 26 dones vivint soles), 53 parelles sense fills, 41 parelles amb fills i 11 famílies monoparentals amb fills.
La població ha evolucionat segons el següent gràfic:
Habitants censats

### Habitatges
El 2007 hi havia 195 habitatges, 152 eren l'habitatge principal de la família, 31 eren segones residències i 12 estaven desocupats. 193 eren cases i 2 eren apartaments. Dels 152 habitatges principals, 134 estaven ocupats pels seus propietaris, 17 estaven llogats i ocupats pels llogaters i 2 estaven cedits a títol gratuït; 3 tenien una cambra, 4 en tenien dues, 12 en tenien tres, 46 en tenien quatre i 88 en tenien cinc o més. 123 habitatges disposaven pel capbaix d'una plaça de pàrquing. A 59 habitatges hi havia un automòbil i a 82 n'hi havia dos o més.

### Piràmide de població
La piràmide de població per edats i sexe el 2009 era:
| Homes | Edats   | Dones |
| ----- | ------- | ----- |
| 0     | 95 o +  | 0     |
| 0     | 90 a 94 | 0     |
| 4     | 85 a 89 | 4     |
| 4     | 80 a 84 | 0     |
| 8     | 75 a 79 | 4     |
| 4     | 70 a 74 | 4     |
| 4     | 65 a 69 | 4     |
| 8     | 60 a 64 | 8     |
| 8     | 55 a 59 | 0     |
| 4     | 50 a 54 | 8     |
| 12    | 45 a 49 | 16    |
| 16    | 40 a 44 | 12    |
| 16    | 35 a 39 | 8     |
| 12    | 30 a 34 | 12    |
| 0     | 25 a 29 | 12    |
| 0     | 20 a 24 | 8     |
| 8     | 15 a 19 | 16    |
| 20    | 10 a 14 | 0     |
| 8     | 5 a 9   | 4     |
| 8     | 0 a 4   | 12    |

## Economia
El 2007 la població en edat de treballar era de 223 persones, 172 eren actives i 51 eren inactives. De les 172 persones actives 157 estaven ocupades (81 homes i 76 dones) i 15 estaven aturades (7 homes i 8 dones). De les 51 persones inactives 35 estaven jubilades, 8 estaven estudiant i 8 estaven classificades com a «altres inactius».

### Ingressos
El 2009 a Barro hi havia 156 unitats fiscals que integraven 361 persones, la mediana anual d'ingressos fiscals per persona era de 18.040 €.

### Activitats econòmiques
Dels 12 establiments que hi havia el 2007, 1 era d'una empresa de fabricació de material elèctric, 1 d'una empresa de fabricació d'altres productes industrials, 4 d'empreses de construcció, 2 d'empreses de comerç i reparació d'automòbils i 4 d'empreses de serveis.
Dels 3 establiments de servei als particulars que hi havia el 2009, 1 era un paleta, 1 lampisteria i 1 electricista.
L'any 2000 a Barro hi havia 9 explotacions agrícoles que ocupaven un total de 452 hectàrees.

## Poblacions més properes
El següent diagrama mostra les poblacions més properes.